# Storia dell'aterosclerosi
L'aterosclerosi è una patologia millenaria: è stata osservata nelle mummie, egizie ma non solo; sintomi a essa riconducibili sono stati descritti nei trattati ippocratici del V secolo a. C.. Ma se vogliamo indicare un periodo e un nome ai quali far risalire l’inizio della storia della scoperta dell’aterosclerosi dobbiamo far riferimento alla metà del Settecento e ad Albrecht von Haller. Di una vera storia dell’aterosclerosi si può parlare propriamente solo dal momento dell’introduzione del termine ateroma, quando il grande fisiologo bernese Albrecht von Haller (1708-1777) pubblicava la sua opera Opuscula Pathologica (1755).

## Aterosclerosi nelle mummie
La documentazione del più antico caso di aterosclerosi si è avuta una quindicina di anni fa, quando Murphy  ha dimostrato con la CT la presenza di aterosclerosi delle carotidi e dell’aorta dell’Otzi, la mummia congelata risalente al 3300 a.C. Ma il primo a osservare lesioni aterosclerotiche in popolazioni antiche è stato l’austriaco Czermak nel 1852, il quale rinvenne molteplici placche calcificate nell’aorta discendente di una mummia di donna egizia, seguito una cinquantina di anni dopo (1908) dal francese Marc Armand Ruffer (il padre della paleopatologia), che eseguì anche rilievi microscopici, e nel 1931 da Allen Long che studiò la mummia di 'Lady' Teye della XXI dinastia (circa 1000 a.C.), la mummia più antica esaminata fino a quel momento.
Nel 2009 ha avuto inizio lo studio Horus, nel quale un’équipe internazionale di paleopatologi è impegnata a studiare l’aterosclerosi nei popoli antichi, Egiziani e non, utilizzando come marker di aterosclerosi le calcificazioni arteriose identificate tramite CT. Da questo progetto è emerso il più antico caso conosciuto di cardiopatia coronarica, risalente al 1550 a.C. circa, appartenente alla mummia della quarantenne principessa Ahmose-Meryet-Amon, figlia del faraone Seqenenre Tao II della XVII dinastia. In un'analisi ad hoc dello studio si sono confrontati i risultati della CT tra egiziani viventi e mummie: circa il 60% dei 178 individui viventi (età media 52 anni) mostrava calcificazioni, mentre nelle 76 mummie egizie esaminate (età media stimata 36 anni) tale percentuale era del 40% a dimostrazione che si tratta di una patologia molto comune anche nell’antico Egitto. Sulla base di questi risultati si è tentato di individuare i possibili fattori di rischio cardiovascolare (CV) dell'epoca, tenendo presente che i casi osservati rappresentano comunque l'élite aristocratica della popolazione. In assenza del fumo di tabacco e con l'abitudine a una dieta molto ricca di frutta e vegetali, sono stati considerati: l'abbondante consumo di carboidrati e miele, la netta prevalenza di carni molto grasse (oca e maiale), i fattori genetici e gli stati infiammatori legati a infezioni croniche parassitarie (malaria, elminti intestinali), nonché la possibile tendenza al sovrappeso e al diabete della classe più elevata.
In seguito alla rivoluzione egiziana del 2011 (Primavera araba), il team Horus si è trasferito in Perù, dove ha esaminato 51 mummie inca (datate tra il 1500 e il 900 a.C.) del museo del sito di Puruchuco, trovando lesioni aterosclerotiche certe o probabili nel 25% dei casi. Lo studio ha incluso anche 5 mummie di una tribù indiana di raccoglitori-coltivatori del Sud-Ovest degli USA (Utha e Colorado), risalenti al periodo 1500 a.C. -1500 d.C., una delle quali presentava aterosclerosi, e 5 mummie di cacciatori Unangan delle isole Aleutine (1756-1930 d.C.), tre delle quali con aterosclerosi. La presenza di aterosclerosi in quattro differenti popolazioni di antiche culture conferma ancora una volta che l’aterosclerosi è una patologia presente trasversalmente tra le popolazioni ed è legata all’interazione tra invecchiamento, fattori genetici e ambientali.
Nella mummia di una nobildonna cinese di 50 anni, 'Lady' Dai, risalente a 2.200 anni fa (163 a.C.), è stata rilevata una grave occlusione in un ramo dell'arteria coronaria sinistra, responsabile di infarto miocardico acuto, insorto poco dopo il pasto, come attestano i semi di melone contenuti nello stomaco. La presenza di erbe medicinali (cannella, grani di pepe, corteccia di magnolia) nel corredo della tomba conferma che la donna, oltre ad essere in sovrappeso, soffriva di angina pectoris e diabete.

## Età antica
Sebbene nella letteratura medica antica non si ritrovino riferimenti a lesioni aterosclerotiche, non mancano tuttavia descrizioni cliniche che oggi possiamo ritenere dipendenti dall’aterosclerosi.
I più antichi, anche se brevissimi, accenni alla sintomatologia della cardiopatia ischemica si ritrovano nel papiro di Ebers, risalente al 1550 a.C., copia di un originale datato almeno un migliaio di anni prima. In questo papiro di argomento medico, acquistato nel 1873 a Luxor da Georg Ebers, si fa riferimento al dolore precordiale, irradiato agli arti, considerato avviso di una morte imminente. È invece di oscura interpretazione l'annotazione 'dilatazione dei condotti', da alcuni considerata un'allusione agli aneurismi.
Più di un riferimento al dolore anginoso si ritrova nella vastissima raccolta di opere che compongono il Corpus Hippocraticum, una serie di testi elaborati da Ippocrate di Cos  (460-377 a.C.) o dai discepoli della sua scuola medica del V secolo a. C. In particolare nei trattati Prognostico e Regime delle malattie acute, dove è indicato il dolore acuto in regione mammaria, che si irradia alla clavicola, al collo e al braccio, oppure si sottolinea che attacchi frequenti di dolore al torace nelle persone anziane spesso annunciano la morte improvvisa. Ippocrate sembra descrivere l’infarto miocardico quando scrive che l'angina è grave e rapidamente fatale, anche nel primo giorno, qualora non si osservi nessuna lesione nella gola o nel collo, soprattutto se essa sia causa di dolore molto forte e ortopnea (Prognostico XXIII).
Anche se non attiene prettamente all'ambito medico, deve essere ricordata l'immensa opera di Aristotele (384-322 a. C.) nella ricerca biologica e zoologica, in gran parte fondata su osservazioni anatomiche dirette ottenute con la dissezione animale. Fra le numerose opere biologiche ne vanno menzionate due di carattere generale, nelle quali si ritrova un'attenta descrizione anatomica sia degli invertebrati che dei vertebrati: Historia animalium e De Partibus animalium. Caratteristica di entrambi i testi è l'interpretazione teleologica delle osservazioni fatte.
Grandi progressi nel campo dell'anatomia umana sono stati raggiunti in periodo ellenistico dalla famosa Scuola Alessandrina, istituita ad Alessandria d'Egitto dai primi due Tolomei, nella prima metà del III secolo a. C.. Le notevoli acquisizioni anatomiche sono state possibili grazie alla dissezione di cadaveri, fino a quel momento proibita nel mondo greco. È stata così fatta, per la prima volta, la distinzione su base anatomica tra arterie e vene. Tuttavia è mancata completamente l'attenzione per l'anatomia patologica. Fra gli esponenti di spicco della Scuola si ritrovano Erofilo ed Erasistrato, entrambi attivi ad Alessandria agli inizi del III secolo a. C..
Al famoso medico Galeno di Pergamo (130-200 d.C.), medico dell'imperatore Marco Aurelio, sono, invece, attribuite le prime descrizioni cliniche sugli aneurismi (termine probabilmente introdotto da Rufo di Efeso alla metà del I secolo d. C.), ma esse sono in realtà limitate agli aneurismi post-traumatici, che colpivano in modo particolare militari e gladiatori.

## Medioevo e Rinascimento
L’enorme lavoro svolto dalla Scuola ippocratica nel campo della clinica e della terapia ha fatto sì che il Corpus ippocraticum è stato uno dei principali riferimenti (anche grazie a quanto di esso è contenuto nell’opera di Galeno) non solo per la medicina cristiana, ma anche per quella musulmana. La tradizione galenica e ippocratica è rimasta dominante per tutto il Medioevo e il Rinascimento, in particolare a partire dai secoli XI e XII, quando si sono rese disponibili le traduzioni in latino dall'arabo e dal greco.
La cultura musulmana ha rivestito un ruolo di massima importanza per la conservazione e la trasmissione del vastissimo sapere scientifico antico (non solo greco, ma anche indiano e persiano). L’intera opera di Ippocrate è stata tradotta dal siriaco in arabo da Hunayn ibn Ishaq (809-873), conosciuto in Occidente come Johannitius, mentre la traduzione dall’arabo in latino vede la luce, prima, con il tunisino Costantino l'Africano (1010/1015-1087) e, qualche decennio più tardi, con Gherardo da Cremona (1114-1187).
Un tramite importantissimo tra l'evoluta scienza medica del mondo arabo e l'Occidente va riconosciuto nella Scuola medica di Salerno, nata tra il X e l'XI, ma divenuta famosa in tutto l'Occidente con l’arrivo di Costantino l’Africano, che a Salerno traduce dall’arabo in latino non solo le opere dei maestri greci, ma anche quelle degli autori islamici.
Grazie all'opera di traduzione in latino, l'insegnamento della medicina ippocratica e, soprattutto, di quella galenica è stato alla base dell'istruzione medica nelle nascenti università dell'Europa. L'Universitas scholarum di Bologna (1088) e l'Universitas magistrorum di Parigi (1180) sono le prime università dell’Occidente, nate tutte sotto il patrocinio e il controllo della Chiesa cattolica, con l'unica eccezione dell'università di Napoli, istituita da Federico II nel 1224 e quindi di impronta laica. Nel 1303, per volontà di Bonifacio VIII, si costituisce lo Studium Urbis, l’università di Roma.
La prima dissezione pubblica di cadaveri fu eseguita nel 1315 da Mondino dei Liuzzi o Liucci (1270 circa -1326), professore di Bologna e autore di uno dei manuali di anatomia più studiati. Con il permesso della Chiesa, qualche decennio più tardi in tutte le università venne consentita, una o due volte l’anno, la dissezione pubblica di cadaveri, in genere si trattava di giustiziati o di individui deceduti negli ospedali. La facoltà medica di Tubingen ottenne da Sisto IV (1471-1484) il permesso di tenere uno scheletro.
Grazie all’invenzione della stampa (1436) vide la luce la prima edizione dell'Anothomia di Mondino (1478) e apparvero le prime illustrazioni anatomiche nell’opera Fasciculus medicinae (1491) attribuita al tedesco Johannes de Ketham. Alessandro Benedetti, professore di anatomia, nel 1493 faceva costruire a Padova il primo teatro anatomico e pubblicava la sua opera Anatomice, sive Historia Corporis Humani.
Il chirurgo fiorentino Antonio Benivieni (circa 1440-1502) è stato il primo a eseguire una serie di autopsie allo scopo di precisare le cause della morte e della sintomatologia e può essere considerato padre dell’anatomia patologica, anche se le sue osservazioni furono pubblicate soltanto postume con il titolo Antonii Benivenii De abditis nonnullis ac mirandis morborum et sanationum causis (1507).

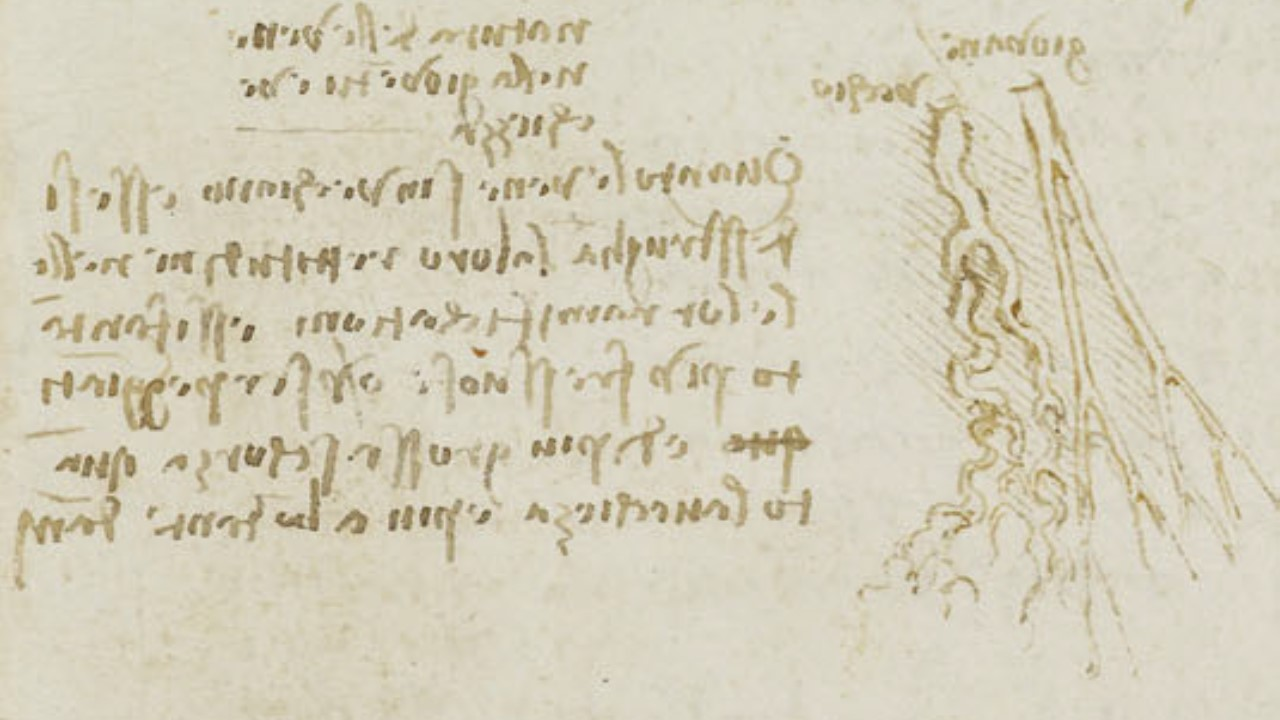
Disegno di Leonardo da Vinci di arterie di giovane e vecchio

Anche Leonardo da Vinci è stato un grande studioso dell’anatomia e ha effettuato personalmente numerose dissezioni anatomiche, avvalendosi anche, per un breve tempo, della collaborazione di un suo amico, Marcantonio della Torre (1481-1511), professore di anatomia a Pavia dal 1509. Tra il 1489 e il 1513, Leonardo disegnò le sue stupende tavole anatomiche.
Una descrizione di arterie del tutto verosimilmente affette da aterosclerosi o arteriosclerosi si ritrova nei disegni e negli scritti di Leonardo, quando nel 1508, nello Spedale di Santa Maria Nova a Firenze, eseguì la famosa dissezione del corpo di un centenario e disegnò le arterie del vecchio confrontandole con quelle di un giovane. Così le descrive (Leonardo. Dell'Anatomia, Foglio 10B verso): " L'arteria e la vena, che ne' vecchi s'astende infra la milza e 'l fegato, si fan di tanta grossezza di pelle, ch'ella serra il transito del sangue che viene dalle vene miseraiche, per le quali esso sangue trascorre al fegato e al core...  E tali vene, oltre allo ingrossamento di pelle, crescano in lunghezza e si attorcigliano a uso di biscia."

## Storia delle teorie patogenetiche dell'aterosclerosi
Le due prime importanti teorie patogenetiche risalgono alla metà dell'800: la teoria della incrostazione di Rokitansky (1842) e la teoria della insudazione o dell'infiammazione di Virchow (1856). Secondo Carl von Rokitansky l'aterosclerosi si svilupperebbe a causa della formazione di piccoli coaguli che si depositano nella parete arteriosa, dove subiscono l'organizzazione (evoluzione) in tessuto fibroso. Rudolf Virchow sottolineava invece le differenze anatomiche tra le lesioni superficiali (le attuali strie lipidiche) delle arterie e quelle ateromatose più profonde e considerava i due processi distinti, trattandosi nel primo caso di una semplice degenerazione grassa dell'intima e nel secondo di un processo nel quale la metamorfosi grassa era preceduta da una fase di natura infiammatoria.

### Teoria lipidica
Il concetto che l'aterosclerosi sia legata alla deposizione dei lipidi plasmatici nell'intima (cosiddetta ipotesi lipidica) ha la sua base scientifica nei lavori sperimentali sui conigli condotti da Nikolai N. Anitschkow e Semens S. Chalatow (1913-1914). La nutrizione dei conigli con diete ad alto contenuto di lipidi, soprattutto con olio vegetale arricchito con colesterolo, risultava nella comparsa di lesioni aterosclerotiche. Questi autori hanno anche identificato l'anello di congiunzione tra dieta e lesioni: lo sviluppo dell'aterosclerosi era preceduto da una modificazione nella composizione dei lipidi del sangue, in particolare da uno spiccato aumento della concentrazione del colesterolo.
La scoperta delle varie classi di lipoproteine, ottenuta con l'ultracentrifugazione del plasma da Gofman (1950), ha reso possibile appurare che nel coniglio a dieta ipercolesterolica la quota maggiore del colesterolo plasmatico migra con le lipoproteine a bassa densità (LDL); questo comportamento rappresenta il contrario di quanto avviene negli animali normali, nei quali prevale il colesterolo delle lipoproteine ad alta densità (HDL). Nelle LDL veniva così identificato il collegamento causale tra dieta e lesioni aterosclerotiche.
L'origine plasmatica del colesterolo che si ritrova nelle lesione aterosclerotiche è stata definitivamente dimostrata negli anni 60 con studi che hanno impiegato dapprima isotopi radioattivi e successivamente anticorpi marcati anti-LDL. Con questa dimostrazione veniva interamente confermata l'ipotesi di Anitschow, che riconosceva nella sequenza dieta ipercolesterolica-ipercolesterolemia-accumulo lipidico nelle arterie il meccanismo patogenetico dell'aterosclerosi sperimentale indotta dalla dieta. In tal modo la teoria lipidica si è andata precisando nell'attuale "Ipotesi del colesterolo": la teoria patogenetica fondamentale alla base dell'aterosclerosi che identifica le ApoB-lipoproteine plasmatiche come un agente eziologico essenziale della patologia.
Un ulteriore sostegno alla teoria del colesterolo è venuto dalle indagini sugli animali geneticamente predisposti all'aterosclerosi. Nel 1992 due gruppi indipendenti (University of North Carolina e Rockefeller University) hanno prodotto topi ApoE null (apoE-/-), topi con deficit assoluto di apoproteina E, necessaria per le interazioni delle VLDL e delle LDL con i propri recettori. Nel 1993 Brown e Goldstein hanno creato topi con deficit del recettore per le LDL (LDL-R-/-). Nei ceppi geneticamente modificati, le anomalie del metabolismo delle lipoproteine plasmatiche comportano un'aterosclerosi precoce. I topi omozigoti LDL-R-/-, condizione analoga all'ipercolesterolemia familiare omozigote umana, sviluppano l'aterosclerosi dopo alcune settimane di dieta aterogena, mentre i topi omozigoti apoE-/- sviluppano spontaneamente ipercolesterolemia (fino a circa 500 mg/dl contro i 60 mg/dl dei topi normali) e lesioni aterosclerotiche a 3 mesi di età. Nel 2016 un gruppo di ricercatori giapponesi e cinesi hanno creato un ceppo di conigli ApoE null che rispondevano alla dieta ricca di colesterolo con marcata ipercolesterolemia (>1000 mg/dl rispetto ai 170 mg/dl dei conigli normali) e aterosclerosi aortica.
Keizer (2012) ha criticato l'ipotesi del colesterolo, proponendo di sostituirla con l"Ipotesi del mevalonato", secondo la quale gli agenti proinfiammatori stimolerebbero, nelle cellule endoteliali, la via del mevalonato che porta alla produzione di radicali liberi e di colesterolo (vedi voce Colesterolo). Ai primi, e non al colesterolo, Keizer attribuisce lo sviluppo dell'aterosclerosi. Sebbene suggestiva, la teoria ha ricevuto fondate obiezioni.

### Teoria della risposta alla lesione
A partire dagli anni 60, grazie ai progressi della microscopia elettronica, le attenzioni dei ricercatori si sono focalizzate sugli eventi cellulari che determinano la formazione delle lesioni. Le prime cellule ad essere prese in considerazione sono state le cellule muscolari lisce, ritenute l'elemento chiave dell'aterogenesi, in quanto capaci sia di trasformazione in cellule schiumose, sia di sintesi di matrice connettivale con conseguente ispessimento della tonaca intima.
Gli studi sperimentali degli anni 60 e 70 si sono rivolti principalmente all'indagine delle lesioni intimali indotte da agenti in grado di ledere gravemente il rivestimento endoteliale delle arterie. A tal fine sono state utilizzate diverse metodiche: danno meccanico da cateteri a palloncino, danno chimico da parte di omocisteina (Ross e Harker, 1976) o danno immunologico (Minick, 1973). La denudazione della superficie delle arterie (arterie iliache) di scimmie con cateteri a palloncino riproduceva lesioni simil-aterosclerotiche a componente essenzialmente fibro-muscolare; le lesioni erano reversibili dopo alcuni mesi dal danno. Quando gli esperimenti di denudazione con catetere erano effettuati in scimmie rese ipercolesterolemiche, le lesioni non mostravano alcuna regressione, ma al contrario tendevano a progredire. In un gruppo di macachi ipercolesterolemici la denudazione era eseguita in una soltanto delle due arterie iliache. Nell'arteria non cateterizzata l'ipercolesterolemia da sola era in grado di provocare la perdita del 5% della superficie endoteliale. Confrontando dopo 10 mesi l'arteria denudata meccanicamente con quella controlaterale non denudata dello stesso animale, i due vasi presentavano identico grado di lesioni.
Sulla base dei dati ottenuti si consolidava la convinzione che le lesioni aterosclerotiche fossero dovute principalmente alla perdita dell'endotelio (e delle sue proprietà di barriera verso i costituenti ematici) e alla proliferazione delle cellule muscolari lisce nell'intima; qui esse avrebbero sintetizzato matrice connettivale e si sarebbero infarcite con lipidi, trasformandosi in cellule schiumose (foam cells). Responsabili della proliferazione delle cellule muscolari lisce erano considerate le proteine plasmatiche (in modo particolare le lipoproteine) e le piastrine: nelle zone di perdita del rivestimento endoteliale, le piastrine avrebbero aderito all'intima denudata, rilasciando in situ i loro granuli contenenti sostanze mitogene (
PDGF: platelet derived growth factor). Questa interpretazione patogenetica aveva il suo fondamento, oltre che nei lavori sperimentali in vivo, anche in altre osservazioni: nelle indagini immunoistochimiche con anticorpi anti-miosina muscolare marcati con fluorescina o perossidasi del rafano, che attestavano la predominanza delle cellule muscolari lisce nelle lesioni; nella inibizione dello sviluppo delle lesioni con trattamenti anti-piastrinici; nell'isolamento in vitro del PDGF (ad opera di Heldin, Westermark e Wasteson nel 1979).
La teoria che identificava quale primum movens dell'aterosclerosi la desquamazione endoteliale e la proliferazione delle cellule muscolari lisce, in risposta ai fattori mitogeni rilasciati dalle piastrine, è stata formulata da Russel Ross e John Glomset con il nome di "teoria della risposta alla lesione" (endoteliale). La sua prima formulazione del 1973 riconosceva lo stimolo mitogeno nelle proteine plasmatiche (soprattutto nelle lipoproteine), ma negli anni seguenti la teoria è stata più volte rivista (con il ruolo fondamentale delle piastrine nella revisione del 1976) fino ad evolversi nella teoria infiammatoria.
Contrariamente alla prima formulazione dell'ipotesi, oggi è generalmente accettato che l'inizio dell'aterosclerosi non richieda la desquamazione focale dell'endotelio, con denudamento dell'intima e adesione piastrinica. Piuttosto l'evento precoce è identificato nell'alterazione funzionale dell'endotelio (disfunzione endoteliale) da parte delle noxae patogene. La disfunzione endoteliale si manifesta con l'espressione di molecole adesive sulla superficie cellulare e con la secrezione di sostanze biologicamente attive (citochine, fattori di crescita, radicali liberi), che sono responsabili dell'adesione dei leucociti, di turbe delle proprietà anticoagulanti dell'endotelio, della permeabilità alle proteine plasmatiche e del controllo del tono e della struttura vasale.

### Teoria monoclonale
Nel 1973, Benditt e Benditt hanno studiato la distribuzione degli isoenzimi A e B dell'enzima glucosio-6-fosfato deidrogenasi (G6PDH) nelle placche ateromatose. Il gene che codifica la G6PDH è localizzato nel cromosoma X e può essere presente in due alleli (due geni alternativi) A o B; in un singolo cromosoma X può essere presente soltanto uno dei due alleli. Le donne eterozigoti hanno entrambi gli alleli A e B, ma ogni singola cellula esprime solo G6PDH A o G6PDH B, dal momento che in essa può essere attivo uno solo dei due cromosomi X. Essendo una struttura pluricellulare, la normale parete arteriosa delle donne eterozigoti è un mosaico di G6PDH A e G6PDH B. Studiando le lesioni aterosclerotiche Benditt e Benditt hanno osservato che, nelle donne eterozigoti, i segmenti di aorta non interessati dal processo aterosclerotico contenevano, come previsto, entrambi gli isoenzimi, mentre nelle placche fibrose, tranne rari casi, si rinveniva soltanto uno dei due isoenzimi. Questo aspetto monotipico delle singole placche ha portato gli autori a formulare l'ipotesi monoclonale, secondo la quale le lesioni sarebbero derivate da un'unica cellula muscolare liscia progenitrice e quindi sarebbero da considerare l'equivalente di una proliferazione neoplastica benigna. Gli ipotetici agenti mutageni erano indicati negli agenti chimici esogeni (idrocarburi) o endogeni (colesterolo) o negli agenti biologici (virus). Gli studi successivi hanno concluso che la maggioranza delle placche sono in realtà oligoclonali piuttosto che monoclonali. Queste osservazioni non sono in antitesi con le attuali conoscenze, in quanto il carattere oligoclonale delle singole placche può essere spiegato tenendo presente che ciascuna lesione è il risultato della migrazione e della proliferazione di un numero limitato di cellule muscolari lisce.

### Teoria infiammatoria
La teoria infiammatoria, che ha rivoluzionato la convinzione pluridecennale che l'aterosclerosi fosse una malattia degenerativa, si è affermata molto più recentemente, proposta nella seconda metà degli anni 80 da Ross come aggiornamento della sua teoria della risposta alla lesione. Soprattutto sulle fondamenta degli studi sperimentali su animali sacrificati precocemente, la teoria ha spostato l'attenzione dalle cellule muscolari lisce ai monociti/macrofagi.
Anche se non è stato ancora trovato un modello animale ottimale, gli studi sperimentali su conigli, maiali e scimmie rheusus a dieta aterogena, grazie all'uso della microscopia elettronica e delle tecniche immunoistochimiche, hanno permesso di fare molta luce sugli eventi biologici che portano alla formazione delle lesioni, a cominciare dagli studi pionieristici di Gerrity sui maiali (1979) e di Faggiotto e Ross sulle scimmie (1984) (vedi sotto). Sebbene in topi, ratti e cani si possono riprodurre lesioni aterosclerotiche solo con difficoltà e con notevoli modificazioni della dieta, dal 1992 i topi geneticamente modificati (apoE-deficienti o recettore LDL-deficienti) sono diventati un eccellente modello di studio sia per la praticità di gestione degli animali, che per le possibilità di ulteriori manipolazioni genetiche attraverso nuovi incroci.
Se, come detto sopra, nell'aterosclerosi indotta dal danno endoteliale da catetere prevalgono le cellule muscolari lisce (per effetto dei fattori mitogeni piastrinici) e la fibrosi intimale, negli animali tenuti a dieta aterogena le lesioni sono composte fondamentalmente da foam cells macrofagiche. A differenza di quanto si nota nell'uomo, nelle lesioni precoci dieta-indotte dei modelli animali le foam cells sono distribuite nell'intero spessore dell'intima. Nell'uomo prevale, invece, l'accumulo lipidico nella compagine degli ispessimenti adattativi (che sono assenti negli animali) (vedi Patobiologia dell'aterosclerosi); successivamente, al di sopra del pool lipidico si raccolgono le foam cells derivate dalle cellule muscolari lisce e più in superficie, subito al di sotto dell'endotelio, i macrofagi). Pur considerando le differenze tra specie, senza i modelli animali non sarebbe stato possibile indagare le fasi precoci dell'aterogenesi.
In una serie di studi sui maiali tenuti a dieta aterogena moderata, Gerrity e Ross hanno esaminato preparati istologici di aorta dopo intervalli prestabiliti (da 2 fino a 12 settimane). L'esame con microscopia ottica ed elettronica a due settimane ha rilevato che, in assenza di lesioni macroscopiche, erano presenti monociti, aderenti alla superficie endoteliale e infiltrati nell'intima. Analoghi risultati ha prodotto lo studio di Faggiotto e Ross nelle scimmie: i preparati a 12 giorni dall'inizio della dieta aterogena mostravano che alla superficie endoteliale dell'aorta e delle arterie iliache aderivano gruppi di leucociti, principalmente monociti, molti dei quali erano in fase di migrazione attraverso le cellule endoteliali. Studi con anticorpi monoclonali specifici per i macrofagi hanno confermato che nei conigli a dieta aterogena l'adesione dei macrofagi all'endotelio è il primo fenomeno visibile.
Per indagare le fasi ancora più precoci, sono stati effettuati studi immunoistochimici su conigli New Zealand White tenuti a dieta solo da pochi giorni. Se dopo 4 giorni di dieta allo 0.3% di colesterolo non vi erano differenze con i controlli, dopo una sola settimana i preparati di aorta mostravano sulla superficie endoteliale le molecole di adesione VCAM-1 e P selettina, in assenza di macrofagi intimali; dopo 3 settimane di dieta erano evidenti anche gli infiltrati leucocitari (macrofagi e linfociti T) nell'intima. Gli studi in vivo concordano con questi dati. L'osservazione intravitale di venule mesenteriche di conigli a dieta ipercolesterolica (0,5% di colesterolo) ha rilevato un aumento di 10 volte del rolling leucocitario nella prima settimana e di 2 volte nella seconda, mentre l'adesione dei leucociti all'endotelio era moderatamente aumentata nella prima settimana, ma aumentava di 12 volte nella seconda.

### Teoria ossidativa
L'ipotesi che le LDL dovessero subire una qualche forma di modificazione per acquisire proprietà aterogena risale al 1979, quando Brown e Goldstein dimostrarono che l'acetilazione rendeva le LDL-I125 capaci di causare la trasformazione di macrofagi peritoneali di topo in cellule schiumose. Questa idea era nata dalla constatazione che i pazienti con ipercolesterolemia familiare omozigote, privi dei normali recettori per le LDL (LDL-R), accumulavano macrofagi carichi di colesterolo in sedi anomale. Tale fenomeno suggeriva l'esistenza di una via di captazione macrofagica indipendente dal recettore LDL, via che riconoscesse le LDL in qualche modo alterate. Due anni più tardi, Henriksen rilevò che le normali LDL umane, dopo una notte di incubazione in vitro con cellule endoteliali di coniglio, erano convertite in una forma che era avidamente fagocitata dai macrofagi peritoneali di topo. Infine, nel 1983 Hessler dimostrò che le LDL ossidate (OxLDL) risultavano altamente tossiche per i fibroblasti umani in coltura. Nel 1988, Kodama riuscì a isolare e purificare il primo recettore spazzino (scavenger receptor), capace di riconoscere le LDL modificate.
Nel 1989 Steinberg ha proposto la "teoria della modificazione ossidativa", secondo la quale principale responsabile della reazione infiammatoria cronica dell'intima è l'ossidazione delle LDL che restano intrappolate nella matrice extracellulare dello spazio subendoteliale. L'ossidazione delle LDL è dovuta a enzimi e metaboliti ossidanti prodotti dalle cellule residenti della parete arteriosa (endotelio e cellule muscolari lisce), ma soprattutto dai monociti-macrofagi reclutati nell'intima in conseguenza dell'attivazione endoteliale (vedi Patobiologia dell'aterosclerosi - Ossidazione delle LDL).

### Teoria della risposta alla ritenzione
Se gli studi animali hanno via via messo l'accento, prima, sul danno endoteliale, sulla proliferazione delle cellule muscolari lisce, sui fattori di crescita piastrinici, poi, sull'infiltrazione di monociti/macrofagi, gli studi microscopici eseguiti su arterie umane hanno focalizzato l'interesse sulla matrice extracellulare della tonaca intima, più precisamente sugli ispessimenti adattativi diffusi dell'intima (DIT: diffuse intimal thickening), ponendo le basi per la più recente “teoria della risposta alla ritenzione” di Williams e Tabas (1995). I DIT sono alterazioni peculiari dell'uomo, che non si riscontrano nei comuni animali da laboratorio. Identificati sul finire degli anni 70, la loro importanza è emersa solo a partire dagli anni 90 e attualmente essi hanno conquistato un ruolo di comprimari nel processo dell'aterogenesi (vedi Patobiologia dell'aterosclerosi).
L'interessante lavoro di Nakashima ha fornito un'importante sostegno all'ipotesi della risposta alla ritenzione. In accordo con alcune precedenti segnalazioni, Nakashima ha dimostrato che la prima alterazione intimale a comparire è l'accumulo di lipoproteine plasmatiche in assenza di infiltrazione di macrofagi e di foam cells.
La novità principale della teoria della risposta alla ritenzione si ritrova nel fatto che gli eventi patogenetici non coinvolgono la sola componente cellulare, ma dipendono anche dalla matrice extracellulare, la quale viene a rivestire un ruolo patogenetico importante. Sotto questo aspetto gli ispessimenti intimali acquistano il significato di condizioni predisponenti, pur non trattandosi di alterazioni patologiche, in quanto esse fanno parte del normale rimodellamento vasale indotto dal flusso sanguigno.